# جنگل ملی ویلامت
جنگل ملی ویلامت (به انگلیسی: Willamette National Forest) یک جنگل ملی در آمریکا است.
مساحت این جنگل ۶۷۸۰ کیلومتر مربع است و در ایالت اورگن گسترده است.